# Eupithecia daemionata
Eupithecia daemionata (en japonés, ウスグロナミシャク) es una especie de polilla de la familia Geometridae. La especie fue descrita por primera vez por Karl Dietze habiendo sido descrita en 1903, con distribución en Asia. La especie está agrupada en el grupo de especies E. lanceata, junto con otras especies del Sudeste Asiático. Tiene gran similitud con otra especie de la región Eupithecia insigniata.